# Estación Carrizal
Carrizal era una estación de ferrocarril ubicada en el Departamento Arauco, en la provincia de La Rioja, Argentina.
No presta servicios de pasajeros ni de cargas. Sus vías e instalaciones están bajo administración de la empresa estatal Trenes Argentinos Cargas.